# Don Juan heiratet
Don Juan heiratet ist eine kurze, deutsche Stummfilmgroteske aus dem Jahre 1909 von Heinrich Bolten-Baeckers.

## Handlung
Ein Dienstmädchen erfährt über ein Inserat in einer Zeitung, dass ihr einstiger Geliebter demnächst heiraten wird. Während sie verwirrt mit ihrem Wäschekorb herumläuft, wird sie immer erboster und echauffiert sich enorm, hat dieser nichtsnutzige „Don Juan“ sie offensichtlich hintergangen und irgendwann einmal im Regen stehen lassen. Sie tut sich mit zwei anderen, sozial höhergestellten Frauen zusammen, die sich infolge selbiger Inseratslektüre ebenfalls vor dem Standesamt eingefunden haben. Auch diese Damen wurden offensichtlich von ebendiesem Mann irgendwann einmal im Stich gelassen. Man schmiedet einen Plan: Warum sollte man den treulosen Don Juan nicht einfach in seiner Hochzeitskutsche auf dem Weg zur Trauung entführen? Die Wäscherin ist die treibende Kraft und der Kopf dieses Plans, der schließlich in die Tat umgesetzt wird. Doch der „Baron von Herzensknicker“, wie man ihn getauft hat, kann sich aus dem Zimmer, in dem er festgehalten wird, durch einen Trick befreien: ahnend, dass ihn seine „Geiselnehmerinnen“ durchs Schlüsselloch beobachten, täuscht er einen Selbstmord durch Erhängen vor und lässt dabei theatralisch seine Zunge heraushängen. Als daraufhin die Damen geschockt ins Zimmer stürmen, huscht Don Juan an ihnen vorbei, sperrt die Tür hinter ihnen zu und verschließt selbige. Nun sind die Frauen Gefangene.
Längst vermisst die Braut ihren Gatten in spe, der angesichts seiner Entführung nicht gekommen ist. Ein ulkiger Mann, der auf die Kutsche des entführten Don Juans aufgesprungen ist, weiß wenig später, wo dieser gefangen gehalten wird und ist bereit, für ein entsprechendes Entgelt der Braut zu sagen, wo sich der Verschollene befindet. Man fährt zum Haus, wo sich der Gekidnappte aufhalten soll … und verpasst sich knapp. Denn Don Juan hat sich sofort auf den Weg gemacht, um zur Wohnung seiner Braut zu gelangen. Da diese aber nicht anwesend ist, versucht er dort auf unkonventionelle Weise einzudringen. Dabei verhaftet ihn die Polizei als mutmaßlichen Einbrecher und bringt ihn auf die Wache. Dort muss er nun in Handschellen sitzen. Bald erhält der Bräutigam Gesellschaft von seiner Braut und dem Tippgeber. Beide wurden beim Überwinden des Gartenzaunes zu Don Juans Gefangenenversteck ebenfalls von der Polizei beobachtet und arretiert. Auf der Wache umarmen sich Braut und Bräutigam, während der Mann, der der Braut den Tipp für den Aufenthaltsort des Entführten gegeben hat, unruhig auf seiner Bezahlung besteht. Da diese nicht erfolgt, entwischt er der Polizei kurzerhand durch einen Sprung aus dem Fenster. Als sich die liebenden Brautleute endlich unbeobachtet fühlen können, fallen sie sich in die Arme und verbringen die Hochzeitsnacht auf der Zellenpritsche.

## Produktionsnotizen
Don Juan heiratet entstand im Frühjahr 1909 im Duskes-Filmatelier in Berlins Markgrafenstraße 94, passierte die Filmzensur am 26. April 1909 und wurde noch im selben Monat im Berliner Apollo-Theater uraufgeführt. Der Film besaß eine Länge von 281 Metern.
Der Film lief auch unter dem Titel Der Herzensknicker. Kurt Dürnhöfer zeichnete für die Filmbauten verantwortlich. Am 6. Februar 1914, in Erinnerung an den Ende Dezember 1913 verstorbenen Österreicher Giampietro, wurde der Film unter dem Titel Don Juans Hochzeit auch in Österreich-Ungarn herausgebracht.
Die Kernszene der Burleske, die Bräutigamshatz, die sich gleich einer Lawine entwickelt, wird von der auf ihren zukünftigen Gatten wartenden Braut ausgelöst. Der im schmucken Sonntagsstaat eingekleidete Hochzeitstross mit Frack und Zylinder setzt sich zunächst langsam in Bewegung, gewinnt dann an Fahrt bis schließlich jeder hinter der Kutsche der Entführerinnen hinterher rennt. Radfahrer, spielende Kinder und alte Frauen werden in den Bewegungsstrudel hineingezogen, und bald bekommt die Jagd auf den Don Juan eine kaum mehr zu stoppende Eigendynamik.
Das Motiv „Bräute jagen Bräutigam“ ist seit frühen Stummfilmzeiten eine beliebte Lustspielingredienz (besonders berühmt dank Buster Keatons Sieben Chancen von 1925) und wurde bis weit in die Tonfilmära immer wieder verwendet (so in massierter Form beispielsweise 1999 in der Komödie Der Junggeselle).

## Kritiken
„Dieser Film dürfte bei der großen Beliebtheit Giampietros in allen Berliner Kreisen, ganz besonders für die Berliner Kinobühnen, zu einer Sensation, zu einem Schlager ersten Ranges werden, denn ‘Giampietro im Kientopp‘ wird jeder Berliner und jede Berlinerin sehen wollen und gesehen haben müssen.“

„Das ist der ganze prächtige lebensfrohe Mensch, wie wir ihn auf der Bühne gekannt haben und der uns manche Träne im Lachen herausgelockt hat. Der Sketch ist nur 350 Meter lang. Wir bedauern es aber bald, daß er nicht länger ist. Es war auch Giampietros erster Filmversuch, und ihm sollten größere Aufnahmen folgen, die der Tod zunichte gemacht hat. Schade, ewig schade!. (…) Das kleine Stückchen ist von allen Beteiligten ausgelassen gespielt.“

„Dieser Film ist aus zwei Gründen historisch interessant: Erstens, weil der damals auf der Höhe seines Ruhms stehende Operettenstar Giampetro für den Film gewonnen, und sodann, weil das „Don Juan“-Thema durchaus „modern“ angepackt wird. Giampetros Don Juan ist ein zeitgenössischer Lebemann, dessen Ehevorbereitungen  durch drei Grazien seiner Junggesellenzeit und durch den „Klub der Ehefeinde“ aus seinem Freundeskreise gestört werden.“

„Die gesamte Handlung ist ohne überflüssiges Beiwerk aufgenommen. Die Komik wird durch die Geschwindigkeit, mit der das Geschehen abläuft, noch verstärkt. Insofern pointierte der als Rausschmeißer gezeigte Film noch einmal die in der Presse als eine Mischung von Revue und Kabarett beschriebene Vorstellung im Apollo-Theater. (…) Während … die Spielhandlung noch weitgehend auf Momente des Unterhaltungstheaters verweist, stellen in Don Juan heiratet vor allem die Radikalität der Geschwindigkeit, mit der die Handlung abläuft, und die beiden Kamerabewegungen das Typische des jungen Mediums Film aus. Insofern ist er ein Produkt des Übergangs auf dem Weg zur Ausbildung einer eigenen Filmsprache. Der frühe Versuch Bolten-Baeckers, mit Don Juan heiratet den Film als Kunst zu etablieren, fand seine Fortsetzung auch in einer Vielzahl von Verfilmungen von zum Teil klassischen Theaterstoffen, die Vertretern der Kinoreformbewegung als Angriff auf die Kultur erschienen.“

„Josef Giampietro, Hauptdarsteller von DON JUAN HEIRATET, spielt mit geckenhafter Noblesse den bekehrten Schwerenöter. Die Kastration des Helden, schon im Titelparadox angekündigt, erfüllt sich aufs Düsterste. Die Verflossenen rotten sich zusammen und bringen in wilder Jagd Giampietro zur Strecke. Die symbolische Kastration eines Selbstmordversuchs kann ihn zwar vor den Mänaden retten, aber die Staatsgewalt, die den allgemeinen Tumult beendet, sperrt Giampietro samt Braut in das Gefängnis, die Metapher vom Ehegefängnis komplettierend.“

„Der Film ist eine deutsche Variante der Slapstickkomödie des von Bräuten verfolgten Mannes. (…) Die Szene erinnert nicht nur an die amerikanischen Vorbilder, sondern nimmt ein wenig auch schon die absurde Komik des in Aufruhr geratenen Leichenzuges von „Entract“ vorweg.“